# Alexia da Grécia e Dinamarca
Alexia da Grécia e Dinamarca (em grego: Αλεξία της Ελλάδας; Corfu, 10 de julho de 1965) é uma Princesa da Grécia e Dinamarca, filha mais velha do rei Constantino II da Grécia e de sua esposa, a rainha Ana Maria da Dinamarca, os últimos reis gregos. 
Seu tios são a rainha Margarida II da Dinamarca, a princesa Benedita da Dinamarca, a rainha Sofia da Espanha e a princesa Irene de Grécia. Ela é prima em primeiro grau dos reis Filipe VI de Espanha e Frederico X da Dinamarca.

## Biografia
Nasceu no Palácio Real de Mon Repos, na Grécia, mas seu pai teve que ir para o exílio em 1967 quando uma junta militar tomou o poder, tendo ela então morado, após isto, primeiro em Roma e depois em Londres.  
Na capital da Inglaterra, foi educada, como seus irmãos, no Colégio Helênica. Formou -se em História pela Universidade de Londres, no Sussex,  e posteriormente especializou-se em Educação no East End de Londres, onde lecionou em uma escola primária estadual antes de se mudar para Barcelona, onde se tornou uma professora de crianças com deficiências de desenvolvimento.  
Em 1994, tanto ela como seus pais e irmãos, perderam a cidadania grega por iniciativa do ministro socialista Giorgios Papandreu. No entanto, a cidadania lhes foi restaurada no início dos anos 2010, quando seus pais decidiram voltar a morar no país, mais especificamente em Porto Helli. 
Desde seu nascimento até o nascimento, em 20 de maio de 1967, de seu irmão Paulo, Alexia era herdeira presuntiva do Trono dos Helenos, a então monarquia existente.

### Casamento e descendência
Casou-se com empresário espanhol Carlos Morales em julho de 1999, em Londres. O casal tem quatro filhos: Arrieta, Ana Maria, Carlos e Amélia. A família vive em Lanzarote, Espanha. 

### Interesses pessoais
É aficionada pelo mar e pelas atividades náuticas. "Sempre tive uma forte ligação ao mar. O meu pai ganhou uma medalha de ouro olímpica na classe Dragão em 1960. Na verdade, existe uma tradição marinheira na minha família, sempre estivemos ligados ao mar de forma natural", disse para a revista Caras Portugal em 2010.

## Títulos

Dual Cypher de Alexa e Carlos

- 10 de Julho de 1965 - presente: Sua Alteza Real a princesa Alexia da Grécia, Princesa da Dinamarca.